# 548일 남장 체험
《548일 남장 체험》(영어: Self-Made Man)은 미국의 저널리스트 노라 빈센트의 책이다. 그녀가 남성의 삶을 탐구하기 위해 직접 남장을 하고 지낸 18개월 간의 경험을 기록한 수기이다.
노라 빈센트는 여성주의자이자 레즈비언으로서 오랫동안 여성주의자였고 가부장제를 비판하는 데 앞장서왔다. 한때의 흥미 본위의 남장 경험이 계기가 되어 그간 여성의 눈으로 바라보기만 했던 남성성의 실체를 파악해보고자, 남자 '네드'가 되어 남성 사회로 들어가 남자들 틈에서 생활했다. 네드는 스트립 클럽, 수도원, 남성 모임에 가고 여자들과 데이트를 하기도 하며 남자의 감정문화와 욕구, 자아 등을 탐구한다.
출간 당시에는 존 하워드 그리핀의 《블랙 라이크 미》(백인인 그리핀이 흑인 분장을 하고 20세기의 인종차별 실태를 경험한 사실을 담은 에세이)와 비교되었다.
노라가 남장 여행을 했던 배경은 2000년대 중반의 미국이기 때문에, 지금의 한국 독자들에게는 얼른 들어맞지 않는 면이 있다. 그러나 여성이 직접 남성의 입장이 되어 서로를 이해한다는 주제는 현대 여성주의 역사에서 여전히 독보적인 의의가 있다. 한국에는 위즈덤하우스에서 공경희의 번역으로 출간되었으나, 현재는 절판되었다.

## 목차

### 남자 탐험을 시작하며
Getting Started
뉴욕에서 살던 노라는 7년 전 친구의 권유로 남장을 하고 거리를 돌아다니는 경험을 한다. 노라는 여자로 다녔을 때와 남자로 다녔을 때 다른 남자들의 눈길이 달라짐을 보고, 단순히 욕망의 시선이 거두어짐뿐만이 아닌 무언가를 느낀다. 시간이 흘러 2003년 겨울, 남녀가 서로 반대 성별로 꾸미고 평가받는 내용의 리얼리티 쇼를 시청하고 노라는 남장 체험 프로젝트를 결심한다.
노라는 우선 '네드'라는 남자의 이름을 짓는다. '네드'는 어려서부터 선머슴 같은 행동거지의 노라에게 오빠가 붙인 남자 이름이었다. 이름을 지은 노라는 분장사 친구의 도움을 받아 수염을 붙이고, 머리를 짧게 깎고, 안경을 쓴다. 체형을 바꾸기 위해 스포츠 브라를 하고 근력 운동과 단백질 보충으로 몸을 불린다. 성인용품점에서 인공 성기까지 사서 착용한다. 마지막으로 줄리아드 음악학교를 찾아가 남자의 발성법을 배운다.

### 남자의 우정
Friendship
네드는 하층민 남자 노동자들의 사교 클럽인 볼링 팀에 들어간다. 그곳에는 짐, 앨런, 밥이 있었다. 짐은 털털하고 살가웠고, 앨런은 쿨한 편이었다. 밥은 좀 무뚝뚝했다. 네드는 이곳에서 남자들만의 우정 맺는 방식과 연대의식을 배웠다. 그들은 매사에 솔직했고, 사람을 편견 없이 오로지 능력만으로 평가했다. 이따금 차별적인 농담을 하지만 어디까지나 흥미 본위였다. 아내가 있었지만 스트립 클럽에 다니며 성욕을 발산했고 그것을 부끄러워 하지 않았다. 오히려 아내와 자식들을 아주 아꼈다. 섹스 농담과 담배, 술은 일상적인 유흥거리였다. 남자들끼리는 그들 사이에서만 통하는 보편적인 유대감과 존중의식이 있었다. 한편으로 아무에게나 쉽게 마음을 열어주지는 않았다.
6개월을 그들 틈에서 지낸 네드는 자신의 정체를 털어놓기로 마음 먹는다. 첫 상대는 짐이었다. 짐은 처음에는 큰 충격을 받았으나 이윽고 노라를 인정했다. 앨런과 밥도 비슷했다. 그들은 반대로 네드보다 노라를 더 편하게 여기고 더 많이 개인적인 이야기를 자유롭게 말했다. 네드는 그것이 같은 남자라는 벽에서 오는 부담감이 허물어졌기 때문이라고 생각했다.

### 남자의 성욕
Sex
네드는 술집에서 유부남인 필을 만났고, 그를 따라 스트립 클럽을 방문한다. 그곳에서는 벌거벗은 여성들이 테이블을 돌아다니면서, 남자들에게 팁을 받으면 이런저런 '서비스'를 해주는 공간이 펼쳐져 있었다. 필은 네드에게 여자를 필요에 따라 섹스하고 치우는 태도를 역설한다. 스트립 클럽에서 여자들은 무대에 올라 섹스 쇼를 보여주고 돈을 벌었다. 클럽 뒤편에서는 여자들이 섹스를 제공하고 남자들이 줄을 서서 기다렸다. 네드는 여자로서 모욕감과 좌절감, 두려움을 느끼면서도 무희 한 명을 불러 서비스를 받는다. 그러면서 남자들이 실존하지 않는 여자와의 섹스에 탐닉하는 이유를 생각한다.
필 대신 잘 아는 사이였던 볼링 팀의 짐을 불러 스트립 클럽에 갔다. 짐은 아내가 암 투병중이어서 외로움을 느끼고 있었고, 클럽에서 초로의 댄서 지나를 만나 관계했다. 네드는 짐과 스트립 클럽을 지속적으로 출입하면서 남자들의 욕망의 끝을 본다. 얼마 지나지 않아 우울감에 휩싸였고, 클럽 출입을 그만둔다.

### 남자의 사랑
Love
네드는 남자로서 여자들과 데이트해보기로 하지만 번번이 퇴짜를 맞는다. 겨우 몇몇 여자들에게 접근할 수 있었으나 여자들은 쉽게 넘어오지 않는다. 남자들이 대개 여자의 몸만 노리고 접근했기 때문에 여자들은 방어적인 태도를 취했다. 연애 경험이 많은 여자들일수록 상처도 많이 받았고, 그들은 남자가 좋은 사람임이 증명될 때까지 나쁜 사람으로 인식했다. 남자가 어떤 사람인지 궁금해 하기 보다 자기 얘기를 하는 데에 열중했고 남자에게 많은 것을 기대했다. 남자들은 강하고 마초적인 전통적인 남성상과, 감수성 있고 여자를 이해해주는 신세대 남성상을 동시에 요구받았다. 네드는 여자들의 심정을 이해는 했지만 정작 본인이 의심받으면서 비위를 맞추는 입장이 되니 피곤해 한다.
네드가 만난 여러 여자들 중에서 남장 여자임을 알고도 계속 만나준 여자는 세 명이 있었다. 첫 번째인 사샤는 인터넷 만남 사이트에서 만난 여자였는데, 과거 많은 남자들과의 관계에서 실망한 여자였다. 사샤와의 첫 데이트는 그녀의 과거 남자들에 대한 불평을 들어주는 것이었다. 3주간의 데이트 끝에 잠자리에서 네드는 여자임을 커밍아웃했다. 사샤는 레즈비언은 아니었지만 네드에게는 호감을 느꼈고 둘은 잠자리를 가졌다. 사샤 다음에 만난 애나는 네드에게 그 어떤 여자보다도 즐거운 데이트를 제공했지만, 정서적으로는 끌려도 육체적으로는 끌리지 않는다면서 잠자리를 거부했다. 세 번째인 샐리는 순박하고 다른 여자들과는 다르게 네드를 압박하지 않아 안도감을 주었다. 네드가 커밍아웃했을 때 샐리는 조금 충격을 받았지만 받아들여줬다. 그러나 시간이 흘러 네드를 거부했다.
여자들과의 데이트를 끝낸 후 네드는 한동안 여성혐오자로 지냈다. 남자로서 연애를 하면서 연애관계에서 여자가 갖는 권력을 인식했고 거기에 남자가 받는 상처와 폭력으로도 이어지는 갈망을 인식했다.

### 남자의 삶
Life
스트립 클럽에서 남자들의 욕망의 끝을 본 네드는 이제 그 반대편에 서 있는 금욕의 장소, 수도원을 찾아가 수도자가 되었다. 수도원에서 만난 버질 수사는 쾌활하고 명석한 사람으로 네드는 금세 그에게 이끌렸지만, 네드가 순수한 호감을 내비치자 버질은 곧바로 돌아서 버린다. 다른 수도사들도 마찬가지였다. 그들은 서로 감정을 교류하는 것을 경계하고 무뚝뚝함을 암묵적인 미덕으로 여겼다. 네드처럼 거리낌 없이 감정을 드러내는 것은 '게이 같은' 태도라고 생각하고 몸서리를 쳤다. 어느덧 네드는 동료 수도사들은 네드를 은근히 배척받는 처지가 되어 굴욕감에 시달린다.
늙은 클로드 신부는 이런 남자들의 역학관계의 피해자였다. 한평생을 수도원에서 산 그는 겉보기에 거칠고 비호의적인 사람이었지만, 네드와 몇 번씩 어울리면서 쉽게 마음을 열었다. 실은 동료의 관심과 애정을 갈구하고 있었지만 제대로 평가받지 못하고 있었다.

### 남자의 일
Work
네드는 당당하고 남성적인 남자를 연기하여 '레드 불 회사'로 지칭되는 클러치 애드버타이징이라는 방문판매 영업회사에 입사한다. 클러치는 남성 사원 위주의 대단히 마초적인 분위기의 회사였다. 직원들은 성과를 내기 위해 늘 분주했고 실적을 올려 돈을 많이 버는 것은 곧 남성으로서의 매력으로 간주되었다.
네드는 처음에 여성일 때 했던 대로 약한 모습을 보여 물건을 선전했지만 경멸만 당한다. 네드는 태도를 바꿔 자신감 있고 당당하게 대화했고, 주도권을 잡자 금세 실적을 올릴 수 있었다. 직장에서 남자는 남자다워야 한다는 압박이 늘 있었으며 남자다워야 성공했다. 몇 번 성과를 낸 네드는 머지 않아 회사를 그만둔다.

### 남자의 자아 찾기
Self
시인 로버트 블라이가 1990년 거칠고 강한 남성상을 제시한 이래 현대 남성 운동이 맹렬하게 점화되었고, 남성 워크숍도 활발하게 만들어졌다. 네드는 이런 모임들 중 하나에 참석해서 남성들의 정체성 찾기를 경험하기로 한다. 모임에서는 각자의 문제를 안은 남성들이 감정을 진솔하게 표현하고 포옹함으로써 '치료'받고 있었다. 모임원들이 주로 표출하는 감정은 '분노'였다. 분노하고 분노를 이야기함으로써 자신의 문제의 근원을 찾아냈다. 한편 이들의 분노의 대상은 주로 여성이었고, 어머니였으며, 그 근원에는 아버지의 부재였다.
모임을 주도하는 폴은 거만하고 위압적으로 보이는 남성중심주의자였다. 폴과 같이 수련회에 가게 되자 네드는 겁이 났고, 남장이 들켰을 때를 대비한 만반의 준비를 한다. 수련회 첫날은 원으로 둘러 앉아 향을 피우고 기묘한 의식을 행했다. 둘째날에는 각자의 영웅상을 제시하는 활동을 했다. 참석자들이 말한 영웅상에는 자신이 이상적으로 여기는 남성상과 현실의 자신과의 괴리가 드러나 있었다. 네드는 거기서 '남자다움'이 남자들에게 주는 압박감을 깨닫는다. 마지막 날 밤은 '영혼의 춤'을 추며 다양한 방법으로 감추었던 욕구를 발산했다.
그 무렵 네드는 남자 노릇의 막바지가 다가왔음을 직감했다. 죄책감과 불안감에 시달렸고, 여성으로서의 자아와 남성으로서의 자아를 둘 다 소유한 모순된 정체성이 혼란을 불렀다. 피로에 지쳐 정신병원에 입원하고 몇 달을 쉬어야 했다. 워크숍은 결국 다시 나가지 못했다.

### 다시 여자로 돌아오기
Journey's end
노라는 네드 노릇을 처음 시작했을 때 남자가 되어 자유와 특권을 누리리라 생각했다. 그러나 실제로는 불안과 압박의 연속이었다. 단순히 여자임이 밝혀지는 것보다도, 남자답지 못한 것을 들키는 것을 경계했다. 남자들은 남성성의 굴레에 얽매여 있었다. 네드는 남녀가 사실 지독히도 다른 존재임을 알았다.
남장 체험에서 돌아온 후 노라는 다시 여자로 살았다. 전보다 좀 더 남자들 입장을 이해할 수 있게 되었지만, 여자로서 해줄 수 있는 것도 달리 없었다. 이제 곧 시작될 남성 운동을 노라는 애정 어린 시선으로 바라보기로 한다.

## 같이 보기
- 크로스드레싱
- 패싱 (젠더)
- 엘런 페이지